# Cyanoneuron pubescens
Cyanoneuron pubescens là một loài thực vật có hoa trong họ Thiến thảo. Loài này được (Valeton) Tange mô tả khoa học đầu tiên năm 1998.